# Samit o bezbednosti veštačke inteligencije
Samit o bezbednosti veštačke inteligencije bila je međunarodna konferencija na kojoj se raspravljalo o bezbednosti i regulisanju veštačke inteligencije. Održan je u Blečli parku, Milton Kejns, Ujedinjeno Kraljevstvo, od 1. do 2. novembra 2023. godine. To je bio prvi globalni samit o veštačkoj inteligenciji, a planirano je da postane događaj koji se ponavlja.

## Pozadina
Premijer Ujedinjenog Kraljevstva, Riši Sunak, učinio je veštačku inteligenciju jednim od prioriteta svoje vlade, najavljujući da će Ujedinjeno Kraljevstvo biti domaćin globalne konferencije o bezbednosti veštačke inteligencije na jesen 2023. godine.

## Mesto održavanja
Blečli park je bio objekat za razotkrivanje šifri iz Drugog svetskog rata koji je osnovala britanska vlada na mestu viktorijanskog imanja i nalazi se u britanskom gradu Milton Kejnsu. On je igrao važnu ulogu u istoriji računarstva, pri čemu su neki od prvih modernih računara napravljeni u okviru tog objektu.